# نیروگاه زمین‌گرمایی مشگین‌شهر
نیروگاه زمین‌گرمایی مشگین‌شهر (استان اردبیل، در نزدیکی مشگین‌شهر)، یکی از نیروگاه‌های ایران از نوع زمین‌گرمایی با ظرفیت تولید ۵۵ مگاوات است.
در این نیروگاه آب از طریق لوله به زیر زمین تزریق می‌شود و با گرمای ۲۵۰ تا ۵۰۰ درجه، آب به بخار تبدیل شد و سپس این بخار به سطح زمین آمده و توربین بخار را به گردش درمی‌آورد.
براساس مطالعات دفتر انرژی زمین‌گرمایی سازمان انرژی‌های تجدیدپذیر و بهره‌وری انرژی برق (ساتبا)
، منطقه مشگین‌شهر بهترین نقطه برای استفاده از ظرفیت انرژی زمین‌گرمایی در کشور است به طوری که مهمترین هدف این دفتر، ساخت و راه‌اندازی نیروگاه زمین‌گرمایی به ظرفیت اسمی ۱۰۰ مگاوات در این منطقه‌است. بر اساس مطالعات صورت گرفته، دامنه‌های سبلان در مشگین‌شهر قابلیت ساخت نیروگاه برق تا ۴۰۰ مگاوات را دارد.

## روند ساخت نیروگاه
بررسی مطالعات موجود و برنامه‌ریزی برای نصب و راه اندازی نیروگاه زمین‌گرمایی مشکین‌شهر از سوی گروه نیروگاهی دفتر انرژی زمین‌گرمایی از سال ۷۴ آغاز شد.
فعالیت‌های اجرایی این طرح با هدف احداث نخستین نیروگاه زمین‌گرمایی در ایران از سال ۷۷ شروع و با تعیین نقاط حفاری‌های اکتشافی مطالعه در فاز اکتشافی در سال ۷۸ به پایان رسید.
بر اساس مطالعات گروه نیروگاهی دفتر انرژی زمین‌گرمایی، اولین چاه اکتشافی زمین‌گرمایی مشگین‌شهر در سال ۸۱ به صورت عمودی با عمق سه هزار و ۲۰۰ متر و دمایی بالغ بر ۲۵۰ درجه سانتیگراد حفر شده‌است. چاه اکتشافی دوم به صورت انحرافی در سال ۸۳ به عمق سه هزار و ۱۷۷ متر حفر شد که دمای انتهای چاه ۱۴۰ درجه سانتیگراد است و پس از آن چاه اکتشافی سوم به صورت انحرافی و به عمق دو هزار و ۲۶۵ متر و با دمای ۲۱۱ درجه سانتیگراد حفاری شد. از مجموع ۱۷ چاه پیش بینی شده برای این نیروگاه، تاکنون ۱۱ چاه حفر شده و سه چاه نیز مرحله آزمایش خروج بخار را با موفقیت سپری کرده‌است.
در این نیروگاه آب از طریق لوله به زیر زمین تزریق می‌شود و با گرمای ۲۵۰ تا ۵۰۰ درجه، آب به بخار تبدیل شد و سپس این بخار به سطح زمین آمده و توربین بخار را به گردش درمی‌آورد.
واقع شدن این نیروگاه در منطقه توریستی سبلان به حفظ محیط زیست منطقه و ظرفیت‌های گردشگری استان کمک خواهد کرد.